# 神谷梨絵
神谷 梨絵 （かみやりえ、1982年9月26日 - ） は、日本のタレント・レースクイーン・イベントコンパニオンである。芸能事務所には所属せず、フリーランスとして活動している。

## 来歴
- 1982年 静岡県磐田市生まれ、同市内の育ち。
- 1989年4月 磐田市立東部小学校に入学。
- 1995年3月 磐田市立東部小学校を卒業。
- 1995年4月 私立西遠女子学園中学校に入学。
- 2000年7月 FIM世界耐久選手権シリーズ第4戦 コカ・コーラ鈴鹿8時間耐久ロードレースのいわたトンボRTジュビロのマスコットガールとして、タレントデビュー。
- 2001年3月 西遠女子学園高等学校を卒業。
- 2001年4月 フリーランスでタレント及びイベントコンパニオンとして活動。

## 人物
- 高校3年生の2000年（平成12年）頃からレースクイーンとして活動を始め、西遠女子学園高等学校を卒業した翌年からタレント活動を本格化した。
- レースクイーンとなった契機は、鈴鹿8時間耐久ロードレースに参戦していた地元チーム「いわたトンボRTジュビロ」の関係者の目に留まり、オーディションを受けた事であった。
- 高校最後の思い出作りとして、いわたトンボRTジュビロのマスコットガールを務めたものの、マスコットガールの反響が大きく、2001年以降のタレント活動を決定付けた。
- 毎年異なるレースチームに関わり、2004年迄レースクイーンとして活動する。その後は、非常勤でイベントコンパニオン活動をしている。
- 静岡県西遠女子学園中学校・高等学校の2年先輩にテレビ静岡アナウンサーの田中宏枝、1年先輩に元グラビアアイドルで、現在歌手の鈴木繭菓と、フリーアナウンサーの小川綾乃がいる。

## 主な活動

### レースクイーン
- 2000年7月 FIM世界耐久選手権シリーズ第4戦 コカコーラ鈴鹿8時間耐久ロードレース いわたトンボRTジュビロ
- 2001年
  - 5月 MFJ全日本ロードレース選手権シリーズ第3戦 鈴鹿スーパーバイク200km Team NISSO チームメイト山内恵理
  - 8月 FIM世界耐久選手権シリーズ第6戦 コカコーラ鈴鹿8時間耐久ロードレース Team NISSO チームメイト山内恵理
- 2002年8月 FIM世界耐久選手権シリーズ第4戦 コカコーラ鈴鹿8時間耐久ロードレース OVER Racing チームメイト中山アイリ、藤田亜美
- 2004年7月 FIM世界耐久選手権シリーズ第5戦 コカコーラ鈴鹿8時間耐久ロードレース OSGフェニックス&モトスポーツ チームメイト平田亜姫

## 書籍

### 写真集
- RQ a Go Go/レースクイーン ア ゴーゴー/レースクイーンビジュアルマガジン (2001年9月、ラパンインタ ナショナル)
- RQ a Go Go/レースクイーン ア ゴーゴー特別編集/(レースクイーン・フォトポーズ・スタイルガイド) (2001年12月、ビジネスメーカー増刊)
- ギャルズパラダイス2000 Road to Smile （2000年、三栄書房）
- ギャルズパラダイス2000 シリーズ2 （2000年、三栄書房）
- ギャルズパラダイス トレカ大全 （2001年、三栄書房）
- ギャルズパラダイス2003 レースクイーン・デビュー篇 （2003年、三栄書房）
- ザ ベスト レースクイーン コスプレ写真集 （2003年、ワニブックス)
- サーキット ガールズ 鈴鹿8時間耐久ロードレース レースクイーン76人刺激ショット！ (2004年、ブックスタイル)